# Muzeum Narodowe w Kyushu
Muzeum Narodowe w Kyushu (zwane również Kyuhaku) – muzeum historyczne znajdujące się w Dazaifu, w prefekturze Fukuoka, w Japonii. Oficjalne otwarcie miało miejsce 16 października 2005 r. Głównym założeniem muzeum jest mapowanie kształtowania się kultury Japonii, w kontekście historii Azji.
Do 18 lipca 2023 r. odwiedziło je ponad 18 milionów osób. Poprzednim dyrektorem wykonawczym był Shimatani Hiroyuki, natomiast od 20 października 2023 r. rolę tę pełni Tomita Jun.
Muzeum zostało zaprojektowane przez japońskiego architekta Kiyonori Kikutake. Budynek został wyposażony w nowoczesny system izolacji sejsmicznej, aby chronić zarówno odwiedzających, jak i artefakty (dla przykładu, do budowy wykorzystano drewno cedrowe, które tłumi drgania podczas trzęsienia ziemi).

## Budynek
Budowa muzeum rozpoczęła się w kwietniu 2002 r. i trwała do marca 2004 r. Wielkość powierzchni użytkowej budynku to 14 623 m².
Muzeum ma łącznie siedem kondygnacji (w tym dwa piętra podziemne). Dach budynku jest ściskany ramą stalową, natomiast konstrukcje podziemne są chronione obudową stalową i betonową.

## Ekspozycja
- Rozmowy muzealne (z ang. „museum talks”) – to organizowane w muzeum sesje rozmów ze specjalistami na temat replik obiektów dziedzictwa kulturowego. Sesje nie są ograniczone wiekowo, aby wziąć w nich udział trzeba wykupić bilet wstępu[6].
- Sala Wystawowa Wymiany Kulturowej – zajmuje ok. 3900 m² powierzchni. Obejmuje pięć głównych tematów historii Japonii od okresu paleolitu do IX w. Główna sala jest otoczona 11. salami tematycznymi. Eksponaty w tych salach są regularnie zmieniane, a na ścianach można znaleźć interaktywne wyświetlacze, które mają zapewnić odkrywanie historii z użyciem wielu zmysłów[7].
- Ajippa (z jap. ajia „Azja” i harappa „pole”) – bezpłatna przestrzeń wystawiennicza przeznaczona dla rodziców z dziećmi. Jest ona podzielona na dwie strefy:
  - strefa wystaw – jest otwarta od wtorku do piątku;
  - strefa aktywności – jest otwarta w weekendy i święta (aby wejść na teren strefy obowiązkowe jest zdjęcie obuwia).

Ajippa ma za zadanie zachęcić najmłodszych do odkrywania kultur, które miały historyczne interakcje z Japonią, a więc kultur azjatyckich oraz europejskich. Wystawy i warsztaty mają angażować pięć zmysłów najmłodszych, aby wzbudzić ich ciekawość poprzez urozmaicone zajęcia.

## Kultura organizacyjna
Zarząd Muzeum Narodowego w Kyushu:
1. Dyrektor wykonawczy
  - Zastępca dyrektora wykonawczego
    - Wydział spraw ogólnych

  - Kierownik działu kuratorskiego
    - Dział planowania
    - Dział naukowy
    - Dział własności kulturowej

  - Zastępca dyrektora wykonawczego (dyrektor centrum)[9].

| Narodowy Instytut Dziedzictwa Kulturowego (NICH)          | Zarządzanie dobrami kultury, konserwacja oraz działania z zakresu muzealnictwa |
| Agencja operacyjna rządu                                  | –                                                                              |
| Azjatyckie Centrum Wymiany Kulturalnej Prefektury Fukuoka | Działania Public Relations, edukacyjne oraz wymiana międzynarodowa             |